# NGC 4691
NGC 4691 је спирална галаксија у сазвежђу Девица која се налази на NGC листи објеката дубоког неба.
Деклинација објекта је - 3° 19' 57" а ректасцензија 12h 48m 13,4s. Привидна величина (магнитуда) објекта NGC 4691 износи 11,1 а фотографска магнитуда 12,0. Налази се на удаљености од 22,5000 милиона парсека од Сунца. NGC 4691 је још познат и под ознакама MCG 0-33-13, UGCA 299, CGCG 15-23, IRAS 12456-0303, PGC 43238.